# Монетница (кошелёк)
Монетница, диспенсер или дозатор для монет — специальный кошелек, который использовался для хранения металлических денег.

## Описание
Пользовались популярностью монетницы, которые были сделаны в форме фигур животных, в особенности — свинок. Такие монетницы состояли из двух половинок, которые могли раскрываться. На одной половинке были гнезда с пружинками, они были нужны для вкладывания монет. В некоторых случаях, монетницы включали в себя несколько цилиндров, которые соединялись между собой. При этом крышка отсутствовала.
Для изготовления монетниц использовали золото и серебро, изготавливались никелированные монетницы. Монетницы небольшого размера, которые были сделаны в виде фигурок, иногда выполняли роль брелка, и их носили на цепочке. Также монетницы часто носили в специальных карманах для денег. Эти карманы размещались с правой стороны, чуть выше кармана верхней одежды.
Сохранились сведения о кошельке-монетнице, изготовление которой датируется 1790—1810 годами. Эта монетница была достаточно маленького размера, в стиле раннего классицизма: монетница была изготовлена из бисера, в ней преобладали голубые, белые и золотые тона. Монетница была декорирована длинными листьями аканфа. Узором был украшен верхний край чехла. Орнамент был лишен ярких и выразительных деталей.
В первой трети XIX века мастера изготавливали монетницы, используя в качестве украшения бисер. Чаще всего использовался стальной бисер, реже — медный. В 1850—1890-х годах стали изготавливать монетницы из эмали.